# Рорбах (Веймар)
Рорбах (нем. Rohrbach) — община в Германии, в земле Тюрингия.
Входит в состав района Веймар. Подчиняется управлению Буттельштедт. Население составляет 195 человек (на 31 декабря 2010 года). Занимает площадь 3,47 км².